# Strijkkwartet nr. 1 (Sallinen)
Aulis Sallinen componeerde zijn Strijkkwartet nr. 1 opus 2 in 1958. Sallinen componeerde strijkkwartetten om zijn ziel te reinigen na het componeren van zwaarder werk zoals opera’s en/of symfonie. Dat was met dit strijkkwartet nog niet het geval. Inmiddels staat het bekend onder opus nummer 2 en dat wil zeggen dat Sallinen net in de wereld van componeren stond. Het heeft een klassieke driedelige structuur, waarbij de delen ongeveer even lang duren:
1. Lento
2. Interludium (ongeveer Allegretto-tempo)
3. Vivace.

Het werk is geschreven in de twaalftonige structuur die toen populair was, maar die de componist vrij snel achter zich liet.

## Discografie
- Ondine: Jean Sibelius Kwartet; opnamen 1994; zij vermeldden het als opus 14.